# Neogen (companie)
Neogen este o companie online din România, înființată în anul 2000.
În anul 2007, fondul american de investiții Tiger Global Management (SUA) și fondul olandez Wouwer (Olanda) au achiziționat 27% din acțiunile Neogen într-o tranzacție estimată la 6 milioane euro.
Fondul de investiții Tiger deține 20% din companie iar fondul olandez Wouwer deține 7% din participația Neogen.
În prezent (februarie 2011), Neogen are 5 sedii în Târgu Mureș, București, Sofia, Belgrad și Chișinău, în care lucrează 60 de angajați.
Număr de angajați în 2009: 100
Cifra de afaceri:
- 2010: 2,6 milioane euro[4]
- 2009: 1,5 milioane euro[5]
- 2008: 2 milioane euro[3]
- 2004: 0,3 milioane euro[6]

## Site-urile companiei Neogen
Romania
Neogen.ro Arhivat în 21 aprilie 2009, la Wayback Machine. - rețea socială.
Inglobeaza: Noi2.ro Arhivat în 2 august 2008, la Wayback Machine. - dating; DoiZece.ro - jocuri; Colegi.ro - rețea socială.
BestJobs.eu - site de locuri de muncă
NeoBizz.ro - anunțuri și publicitate online targetate demografic.
Moldova
Faces.md - social network.
BestJobs.md - site de locuri de muncă
Bizz.md Arhivat în 15 aprilie 2009, la Wayback Machine. - anunțuri și publicitate online targetate demografic.
Bulgaria
Impulse.bg - rețea socială pentru adolescenți
BestJobs.bg - site de locuri de muncă
Dalavera.bg Arhivat în 20 ianuarie 2012, la Wayback Machine. - anunțuri și publicitate online targetate demografic.
Serbia
Neogen.rs Arhivat în 21 aprilie 2009, la Wayback Machine. - rețea socială
BestJobs.rs - site de locuri de muncă
Neobizz.rs Arhivat în 24 martie 2009, la Wayback Machine. - mică publicitate online